# Pierre Chareau
Pierre Chareau, född 4 augusti 1883 i Bordeaux, död 24 augusti 1950 i East Hampton, var en fransk arkitekt och möbelformgivare.
Chareau ritade byggnader i art déco och gjorde exklusiva, modernistiska inredningar under 1920- och 1930-talen. Han skapade en stol med stomme av ett enda stålrör. År 1939 flyttade han till USA.